# Buchonit

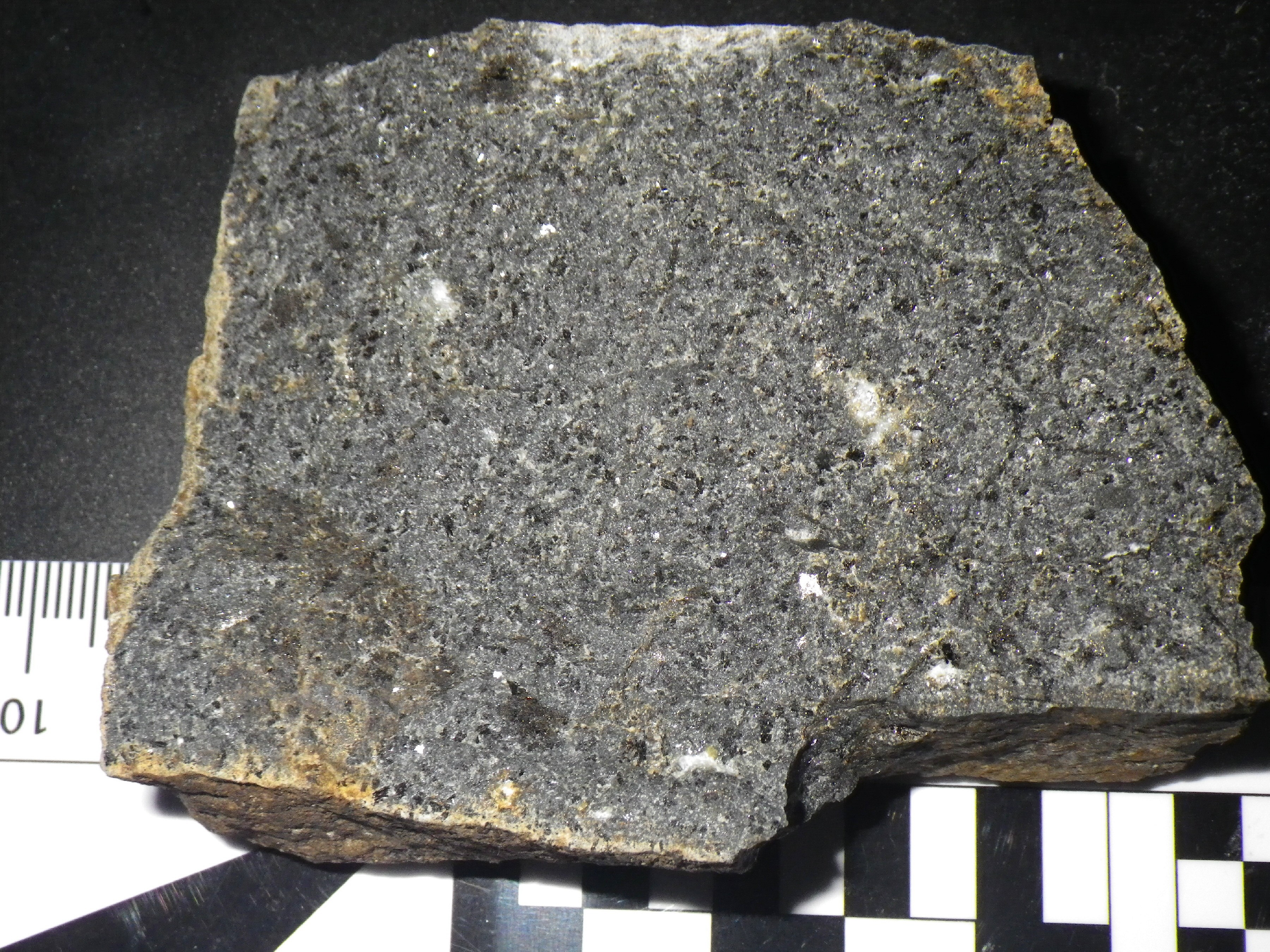
Buchonit (Handstück) von Poppenhausen/Rhön

Buchonit ist ein magmatisches Gestein, welches bei Poppenhausen in der Rhön gefunden wird. Es tritt dort als schollenartige Einlagerung in einem größeren Körper von Phonolith auf. Über seine petrographische Klassifikation herrscht derzeit Uneinigkeit.

## Herkunft der Bezeichnung
Der Name geht auf die lateinische Bezeichnung Buchonia für die Rhön zurück. Er wurde im Jahr 1872 von dem deutschen Geologen Fridolin von Sandberger geprägt.

## Beschreibung
Makroskopisch ist Buchonit ein dunkelgraues bis dunkelgraugrünes Gestein, welches durch Einschlüsse von maximal 2 cm großen, matt glänzenden Biotitkristallen gekennzeichnet ist, wodurch es eine porphyrische Struktur erhält.
Mikroskopisch tritt neben Biotit auch eine braune Hornblende in Gestalt größerer Einsprenglinge auf, wobei die Hornblende zum Teil Anzeichen eines zweiphasigen Wachstums zeigt. Die Grundmasse besteht aus Plagioklas, (wenig) Sanidin, Augit, Magnetit und Nephelin. Als seltener Einsprengling wird auch Haüyn beschrieben.

## Erforschungsgeschichte und Klassifikationsprobleme
Die erste Beschreibung des Gesteins lieferte Sandberger anhand von Handstücken, die er allerdings nicht selbst gesammelt hatte, weswegen er die Fundortangaben und die dortigen geologischen Zusammenhänge nicht aus eigener Anschauung beurteilen konnte. Er verglich das Gestein mit Nepheliniten aus Süddeutschland und hielt den Buchonit für ein ähnliches Gestein.
Dieser Einschätzung widersprach der Geologe Hugo Bücking, der um die Jahrhundertwende an der geologischen Kartierung der Rhön beteiligt war und das Kartenblatt Gersfeld (mit dem Fundort Poppenhausen) aufnahm. Er betrachtete den Buchonit nicht als ein selbständiges Gestein, sondern als ein „Ausscheidungsprodukt“ des umgebenden Phonoliths. Zu dieser Annahme hatte ihn unter anderem die Beobachtung angeregt, dass das Gestein als ein schollenartiger Körper im Phonolith lagert und dabei nicht scharf von diesem abgegrenzt ist; vielmehr weisen beide Gesteine in der Nähe des Kontakts Inhomogenitäten auf.
Etwa zur gleichen Zeit beschrieb der Petrograph Karl Heinrich Rosenbusch den Buchonit als Nephelintephrit.
Der Geologe Otto Erdmannsdörffer bestätigte später die Beobachtung der von Bücking beschriebenen Inhomogenitäten, stellte jedoch die Theorie auf, dass die Differentiation nicht innerhalb des phonolithischen Intrusionskörpers stattgefunden haben könne, wie er sich heute am Fundort in Poppenhausen vorfände. Vielmehr müssten sich die entsprechenden Vorgänge zu einem früheren Zeitpunkt und in größerer Tiefe ereignet haben. Er bezeichnete das den Buchonit liefernde Magma als „theralithisch“.
Die aktuelle Ausgabe der Klassifikation der Magmatite der IUGS nennt den Namen Buchonit als „Lokalbezeichung für eine Varietät eines melanokraten Tephrits“.
In einer jüngeren Publikation des Hessischen Landesamtes für Umwelt und Geologie wird der Buchonit als Camptonit, d. h., als Ganggestein aus der Gruppe der Lamprophyre, bezeichnet.